# Schouweiler
Schouweiler (Luxemburgs: Schuller) is een plaats in de gemeente Dippach en het kanton Capellen in Luxemburg.
Schouweiler telt 1090 inwoners (2018) en heeft een treinstation.
Bettange-sur-Mess · Dippach · Schouweiler · Sprinkange

Luxemburgse gemeenten · Kanton Capellen · Luxemburg